# Sears Canada

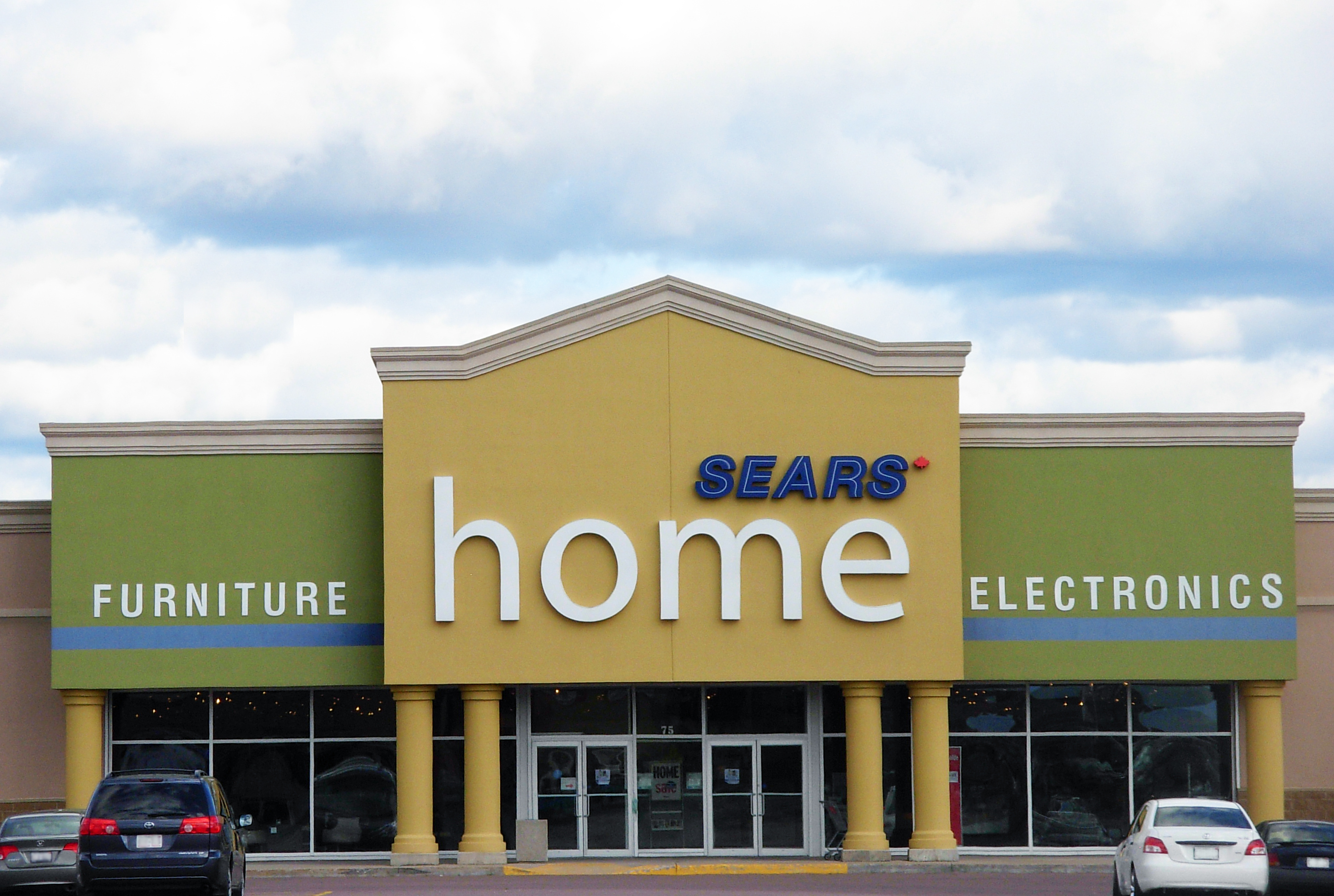
Sears Filiale in Moncton

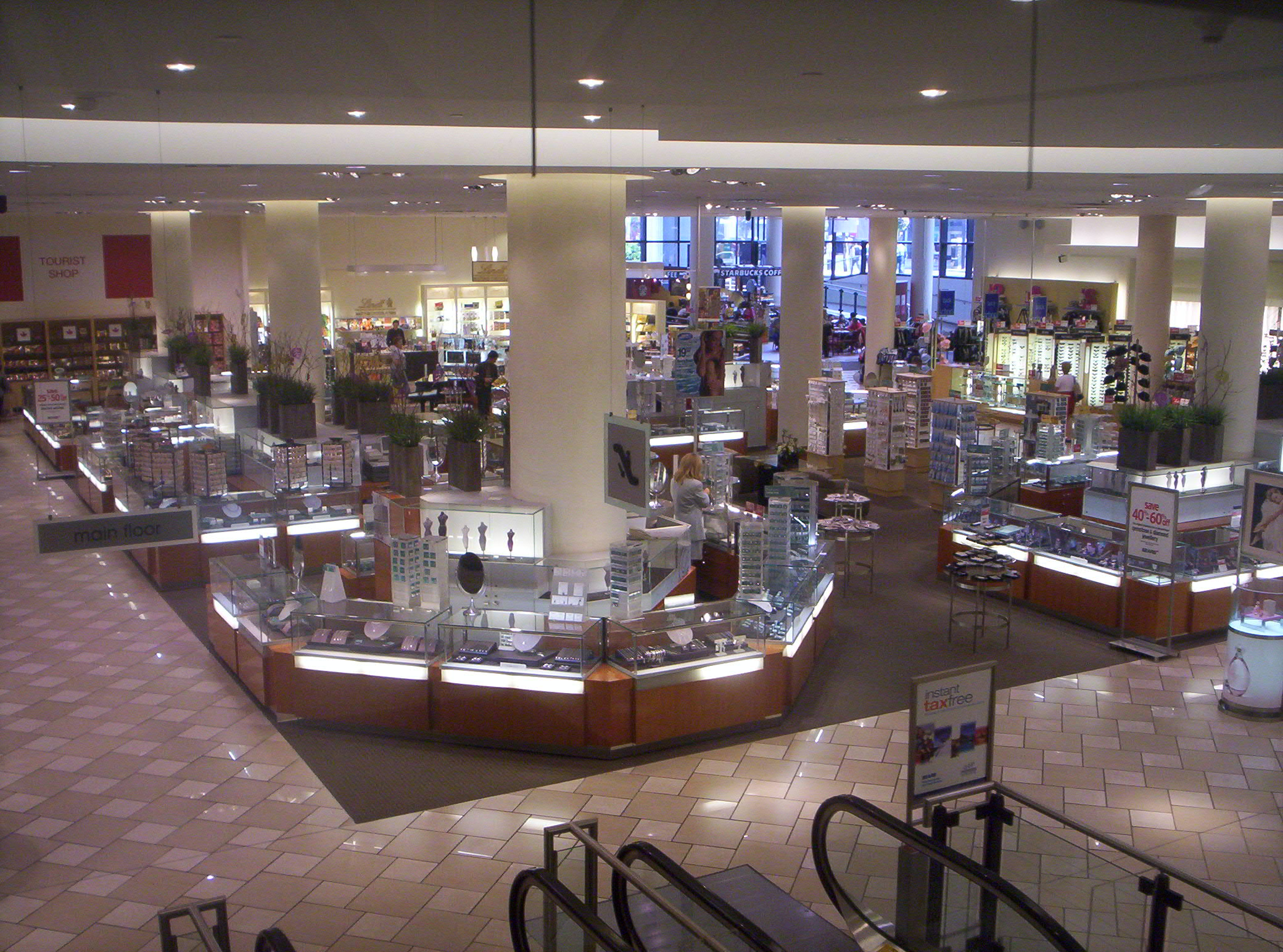
Teilsicht einer Filiale im Pacific Centre, Vancouver

Sears Canada Inc. war ein Einzelhandelsunternehmen mit Hauptsitz in Toronto. Das Unternehmen hatte in allen Provinzen Filialen. Insgesamt betrieb Sears Canada 196 Corporate Stores, 195 Dealer Stores, 38 Baumärkte, 108 Reisebüros sowie ein Netzwerk an Vor-Ort Installationsservices. Das Unternehmen verfügte über ein eigenes Tochterunternehmen, das für die Logistik zuständig ist. SLH Transport hatte seinen Hauptsitz in Kingston, Ontario und verfügte über 620 Lkw, 3.700 Anhänger und über 900 kleinere partnerschaftlich-betriebene Lagereinrichtungen, die sich im ganzen Land verteilten. Somit beschäftigte das Unternehmen indirekt durch die Partner insgesamt über 33.000 Mitarbeiter. Das Unternehmen war an der Börse Toronto gelistet.
Das Unternehmen verkaufte Kleidung, Haushaltsgeräte, Möbel, Schmuck, Handwerkswerkzeuge und diverse Elektrogeräte im Bereich Audio/Video und IT.
Die größten Sears Stores befanden sich in Toronto, im Eaton Centre sowie im Pacific Centre in Vancouver.
Im Juni 2017 stellte Sears Canada nach Jahren anhaltender Verluste einen Antrag auf Gläubigerschutz. Im Oktober 2017 wurde bekanntgegeben, dass sämtliche Filialen geschlossen werden sollen; der Abverkauf startete wenige Wochen später und wurde am 14. Januar 2018 abgeschlossen. Über 10.000 Mitarbeiter verloren ihre Jobs.